# Super Sonico
Super Sonico (すーぱーそに子?, Sūpā Soniko), a volte Sonico, è la mascotte ufficiale della Nitroplus. È stata creata il 14 ottobre 2006 da Tsuji Santa per la Nitroplus in occasione di un festival musicale sponsorizzato dalla stessa. Sonico è diventata la protagonista di un fortunato franchise comprendente prodotti musicali, videogiochi, gadget e serie a fumetti.

## Aspetto e personalità
Si presenta come un'avvenente ragazza di 18 anni con i capelli lisci e lunghi di colore rosa e gli occhi rossi. È alta un metro e 58 cm e ha un seno molto abbondante. Nonostante l'aspetto infantile e innocente, Sonico è molto sensuale e indossa spesso abiti succinti che comprendono sempre delle cuffie bianche. Di professione fa la cantante del gruppo rock Daiichi Uchū Sokudo (第一宇宙速度?) e i suoi artisti preferiti sono i Nirvana e Avril Lavigne.

## Nei media

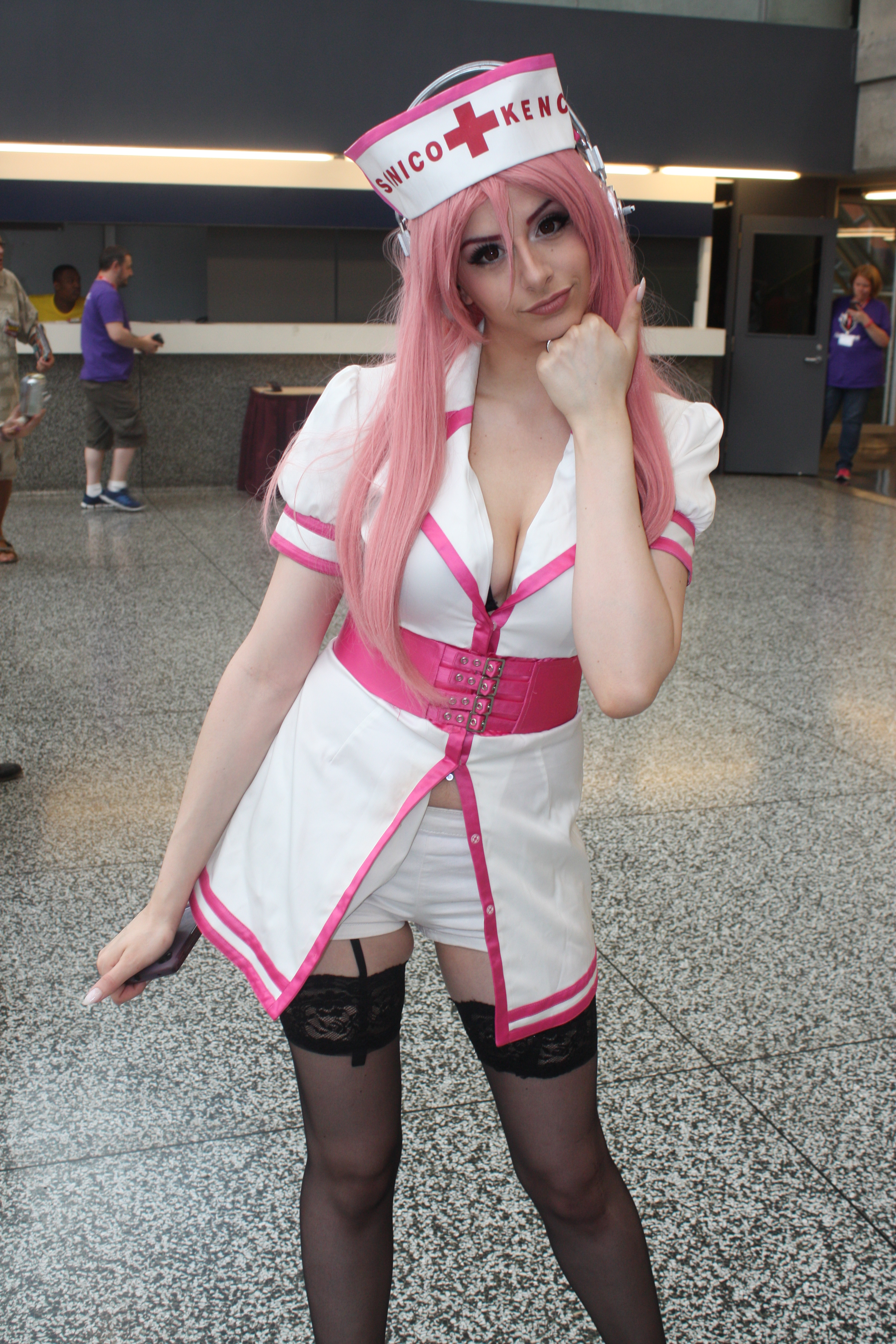
Una cosplayer di Super Sonico in tenuta da infermiera

### Televisione
Nel settembre del 2013 è stata annunciata la serie anime SoniAni: Super Sonico The Animation (そ に ア ニ?) all'evento Nitro Super Sonic 2013. La serie, che è stata prodotta dallo studio White Fox, diretta da Kenichi Kawamura e sceneggiata da Yōsuke Kuroda, è andata in onda su AT-X dal 6 gennaio al 24 marzo 2014.

### Giocattoli
La Nitroplus ha prodotto una linea popolare di action figure in polivinilcloruro dedicata a Super Sonico e realizzata da designer di giocattoli come Max Factory, FREEing, Orchid Seed e Hobby Japan. Sono anche usciti dei modelli chibi della Nendoroid.

### Videogiochi
Nel 2011 è uscita nel solo Giappone e per PC la visual novel SoniComi (ソニコミ?), basata su Super Sonico e prodotta dalla Nitroplus. Nel 2014 è uscito un adattamento di quel gioco per PlayStation 3 intitolato Motto! SoniComi (モット!ソニコミ?), anche esso pubblicato per il solo mercato giapponese.
Nel 2014 è stato pubblicato SoniPro (ソニプロ?) per Nintendo 3DS con la mascotte come protagonista.
È seguito nel 2015 Nitroplus Blasterz: Heroines Infinite Duel per PlayStation 3 e PlayStation 4.
Sonico è apparsa anche come personaggio scaricabile di Senran Kagura: Peach Beach Splash (2017).

## Discografia

### Discografia solista

#### Singoli
- 2011 – Power

### Con i Daiichi Uchū Sokudo

#### Album
- 2011 – Galaxy One
- 2012 – Love & II+

#### Singoli
- 2010 – Superorbital
- 2011 – Jōnetsu rocket
- 2011 – Susume, Blue Star!
- 2011 – Vision